# San Silvestro prope Sanctum Petrum
San Silvestro prope Sanctum Petrum, även benämnd Sancti Silvestri prope Sanctum Petrum och San Silvestro, var en kyrkobyggnad i Rom, helgad åt påven Silvester I. Som namnet anger var kyrkan belägen i närheten av Peterskyrkan, vid dagens Via della Conciliazione i Rione Borgo.

## Kyrkans historia
Kyrkan uppfördes under påve Stefan II (752–757); till denna kyrka knöts en diaconia, det vill säga en välgörenhetsinrättning, samt ett xenodochium, vilket var ett kostnadsfritt härbärge för fattiga pilgrimer.
Påve Hadrianus I (772–795) lät restaurera kyrkan och påve Leo III (795–816) gjorde flera donationer till kyrkan med dess diaconia.
Enligt den tyske arkeologen Christian Hülsen revs kyrkan San Silvestro under påve Pius IV:s pontifikat (1559–1565) i samband med en utvidgning av Petersplatsen (Platea Sancti Petri').